# Remembering Dolores
Remembering Dolores è una raccolta di brani della discografia del gruppo musicale irlandese The Cranberries, pubblicata il 6 settembre 2021 dalla Island.
La compilation vuole essere un omaggio alla cantante del gruppo Dolores O'Riordan, scomparsa prematuramente nel gennaio 2018.

## Descrizione
La raccolta è stata pubblicata nel giorno in cui O'Riordan avrebbe compiuto cinquant'anni. La cantante, deceduta accidentalmente in un hotel di Londra il 15 gennaio 2018, è stata commemorata dai membri della band con un nuovo video musicale del brano Never Grow Old (contenuto nel quinto album del gruppo Wake Up and Smell the Coffee), pubblicato sul canale ufficiale Vevo-YouTube dei Cranberries, e con la suddetta playlist di brani recuperati dalla loro discografia.
Inizialmente disponibile solo in formato digitale su tutte le piattaforme di streaming, nel 2022 la raccolta è stata pubblicata, in occasione del record store day, anche in versione LP, su doppio vinile, con alcune tracce aggiuntive.

## Tracce

### Edizione digitale
1. Never Grow Old – 2:36
2. Schizophrenic Playboy – 3:39
3. The Glory – 5:14
4. What You Were – 3:42
5. Daffodil Lament – 6:06
6. I Will Always – 2:42
7. This Is The Day – 4:12
8. Joe – 3:21
9. Pretty – 2:16
10. I'm Still Remembering – 4:48
11. You and Me – 3:32
12. Waiting in Walthamstow – 4:18
13. Everything I Said – 3:52
14. Why – 5:01
15. Twenty One – 3:07

### LP
Rispetto alla versione digitale, quella pubblicata su LP presenta tre tracce bonus.
Lato A
1. Never Grow Old – 2:36
2. Schizophrenic Playboy – 3:39
3. The Glory – 5:14
4. What You Were – 3:42
5. The Rebels (bonus track) – 3:21

Lato B
1. Daffodil Lament – 6:06
2. I Will Always – 2:42
3. This Is The Day – 4:12
4. Astral Projections (bonus track) – 4:45

Lato C
1. Joe – 3:21
2. Pretty – 2:16
3. I'm Still Remembering – 4:48
4. You and Me – 3:32
5. Waiting in Walthamstow – 4:18

Lato D
1. Everything I Said – 3:52
2. Why – 5:01
3. Twenty One – 3:07
4. Warchild (bonus track) – 3:51

## Formazione
- Dolores O'Riordan – voce, chitarra, tastiera
- Noel Hogan – chitarra, cori
- Mike Hogan – basso
- Fergal Lawler – batteria, percussioni

## Date di pubblicazione
| Paese  | Data             | Etichetta   | Formato           | Note  |
| ------ | ---------------- | ----------- | ----------------- | ----- |
| Mondo  | 6 settembre 2021 | Island, UMG | download digitale | [ 6 ] |
| Europa | 23 aprile 2022   | UMe, UMG    | LP                | [ 5 ] |